# Ɦ
Das Ɦ (kleingeschrieben ɦ) ist ein Buchstabe des lateinischen Schriftsystems. Er besteht aus einem H mit einem Haken.
Der Kleinbuchstabe ɦ stellt im internationalen phonetischen Alphabet den stimmhaften glottalen Frikativ dar. Der Großbuchstabe wird in einigen Sprachen des Tschad wie dem Masa für denselben Laut verwendet.

## Darstellung auf dem Computer
Unicode enthält das Ɦ an den Codepunkten U+A7AA (Großbuchstabe) und U+0266 (Kleinbuchstabe).